# Квітень 2001
Квітень 2001 — четвертий місяць 2001 року, що розпочався в неділю 1 квітня та закінчився у понеділок 30 квітня.

## Події
- 1 квітня — у Нідерландах відбувся перший одностатевий шлюб.
- 24 квітня — Intel представив процесор Pentium 4.